# Frontispice (livre)
Pour les articles homonymes, voir Frontispice.
Un frontispice est, dans l'univers traditionnel du livre, manuscrit ou imprimé et typographié, une illustration placée en regard de la page de titre, avec laquelle elle est soit confondue, soit associée. 
Dans son acception moderne, il s'agit d'un élément graphique hors-texte, liée aux préliminaires du texte lui-même. Il est en général situé après la première page, laquelle est appelée faux-titre. Quand un frontispice séparé n'existe pas, on parle de titre-frontispice (gravé ou à encadrement).
Enluminure ou estampe, le frontispice ne comporte que rarement de mention en son verso. Cette image liminaire est en lien avec le contenu du livre et possède une dimension documentaire, programmatique ou symbolique.

## Étymologie
Mot tiré du bas latin frontispicium, « cimaise, fronton (d'un édifice) », et donc d'abord au sens architectural : cf. frontispice (architecture).

## Une histoire du frontispice

### Du temps des manuscrits médiévaux
Le frontispice est un dispositif ornemental apparu très tôt dans l'histoire du codex — en Occident, cette forme d'ouvrage émerge au cours du Ier siècle de l'Empire romain —, qui, en se substituant au volumen, offrit aux premiers concepteurs du livre, une surface initiale physiquement délimitée sur tous ses côtés, et donc frontale. 
Le frontispice est alors la première page du manuscrit, où se trouve, selon le terme de la codicologie, l’incipit, c'est-à-dire, les premiers mots inscrits à la plume sur le support. En général, sur ce qui constitue le seuil d'ouverture du livre proprement dit, on débutait en une formule latine (que l'on traduit en français) : « [Ici] commence », suivi du titre. L'énoncé du titre, les attributions de tel ou tel auteur, sont à cette époque laissées au rubricateur. Dès le VIIIe siècle, surgissent des manuscrits offrant un contre-frontispice en regard du frontispice contenant un incipit : l'exemple du Sacramentaire gélasien n'est pas un cas unique, puisqu'il fut copié,.
À compter du Xe et du XIe siècle, dans les manuscrits soignés, les incipit sont écrits en capitales mêlées d'onciales, rehaussées ou non de couleur. Au XIIe et au XIIIe siècle, ils sont peints sur fond or ou tracés en or sur fond peint. Ce phénomène n'est pas propre à l'Occident, comme le montre le frontispice peint en or, figurant une ornementation géométrique mêlant encadrement, cercle et torsades, du Kitab al-tamaththoul wal-mouhadharat (1173-1174, BNF). Au XVe siècle, le module des trois ou quatre premiers mots du texte peut être plus gros que celui employé pour le corps de l'ouvrage.
L'ouverture du livre est donc peu à peu chargée d'une forme de solennisation décorative, qui va prendre l'aspect d'une peinture en pleine page réalisée tantôt sur le feuillet qui précédait l’incipit du texte, tantôt sur le feuillet même de l’incipit , auquel la peinture servait alors d'encadrement. Ci-contre, la première page du manuscrit des Géorgiques (1407) montre que l'enluminure occupe pratiquement les quatre cinquièmes de la surface, un dispositif qui va progressivement déborder le cadre de la page : par exemple, le portrait de l'auteur, ou bien une scène de controverse, ou encore une scène de présentation du livre à son commanditaire, forment les éléments d'une iconographie traditionnelle du frontispice qui se met en place au XVe siècle. En résumé, on y trouve quatre éléments fondamentaux : l'enluminure, la lettrine, la rubrique et le texte.
Il est intéressant de remarquer qu'en italien, le mot frontespizio signifie exactement en français « page de titre ».

Frontispices médiévaux et renaissants
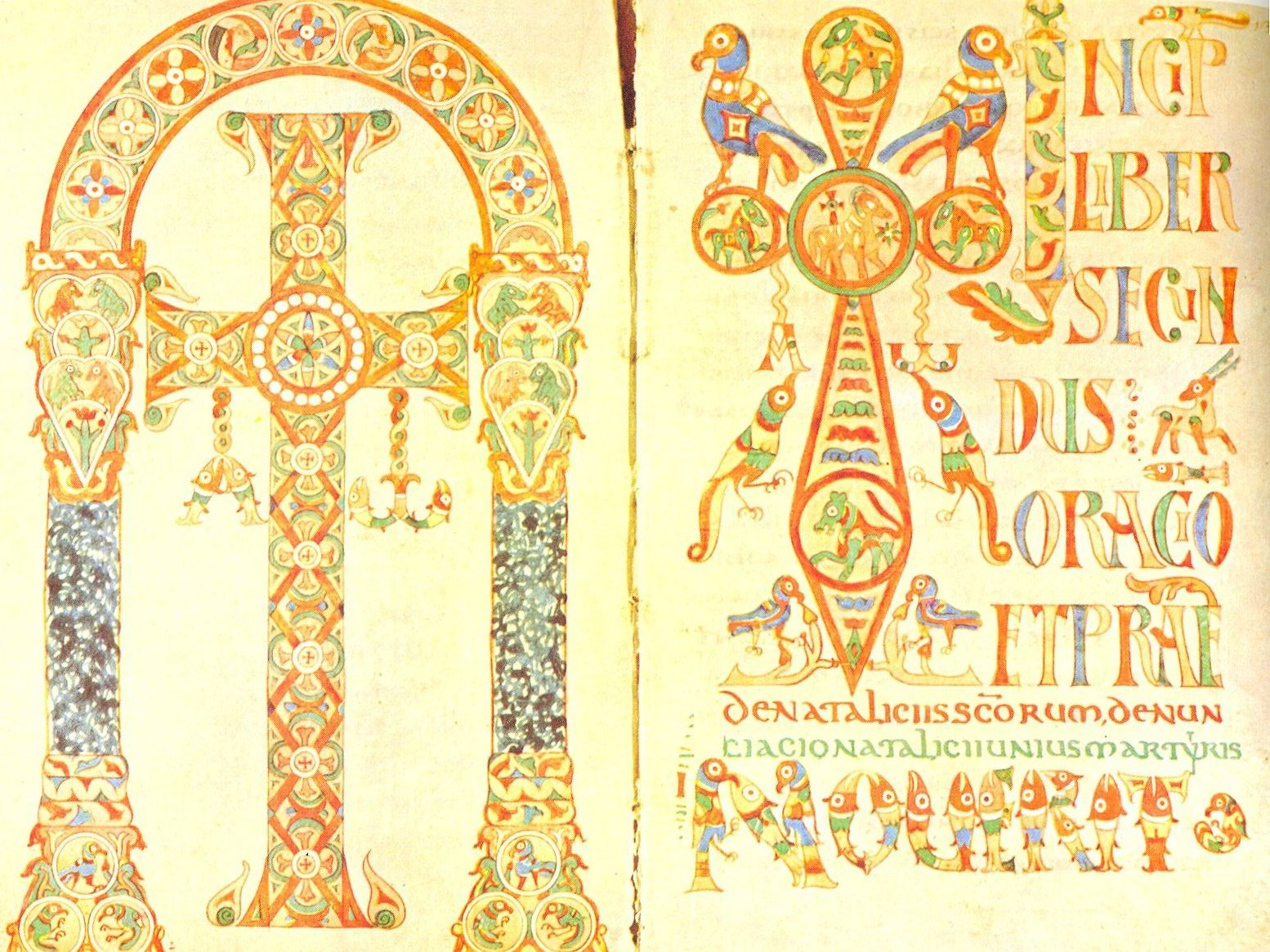
Liber sacramentorum Romanæ Ecclesiæ (contre-frontispice, à gauche et incipit à droite). Bibliothèque apostolique vaticane, Reginensis 316, folios 131v et 132 (vers 750)
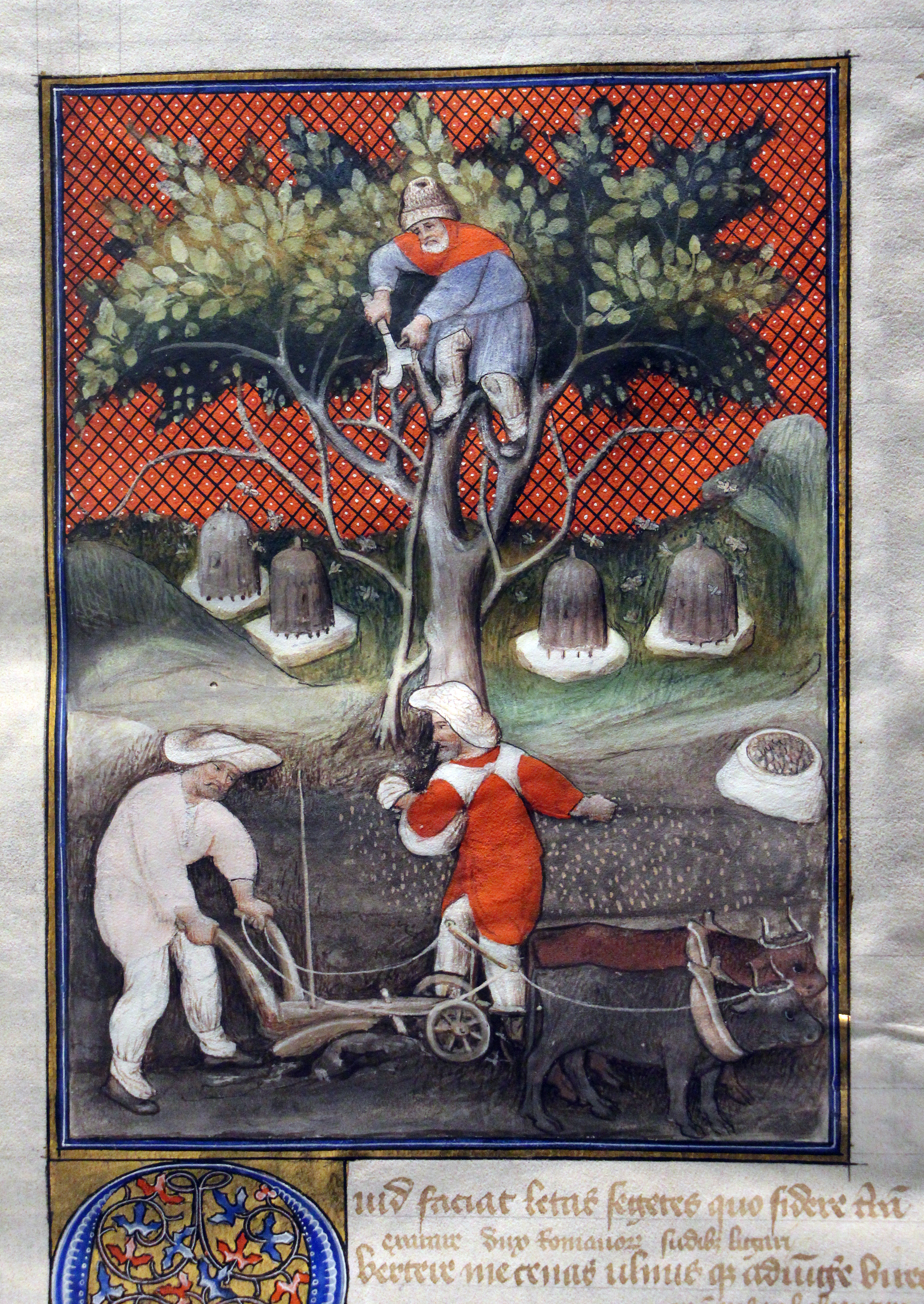
Exemple d'enluminure en première page d'un manuscrit des Géorgiques, fait à Paris en 1403 (Pal. 69, f. 18, Bibliothèque Laurentienne)
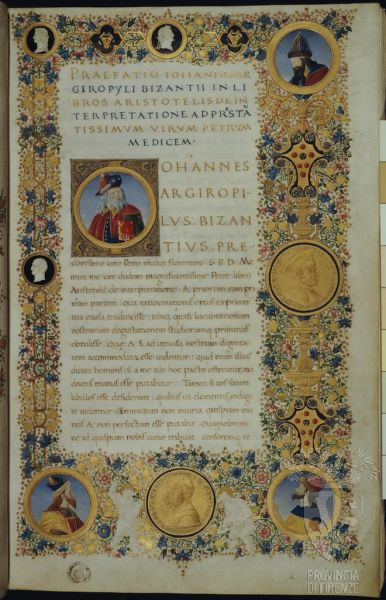
Première page d'une traduction des écrits d'Aristote par Giovanni Argiropulo, avec des miniatures de Francesco d'Antonio del Chierico : manuscrit, produit vers 1465 (Bibliothèque Laurentienne)

### Les premiers frontispices imprimés

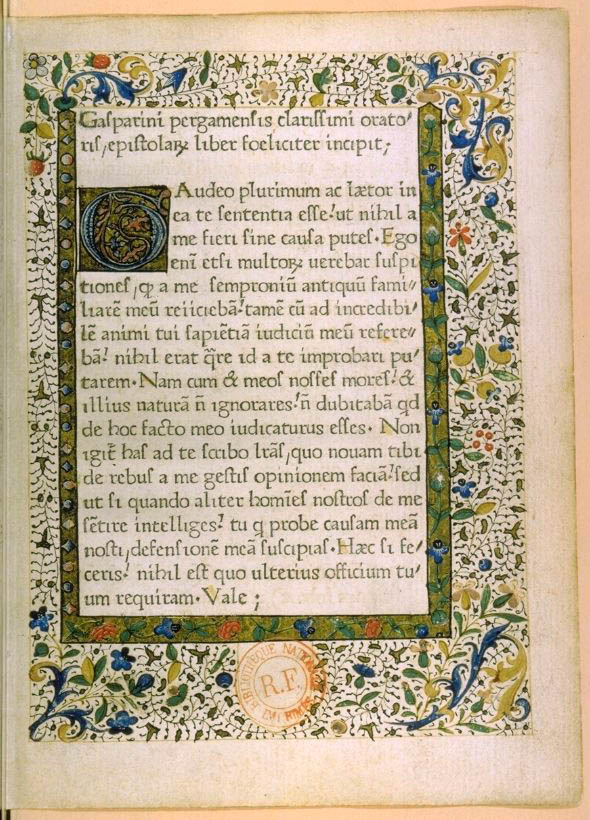
Ouverture de Epistolae de Gasparin de Bergame, premier ouvrage imprimé à Paris en 1470 (BnF, Réserve des livres précieux, cote Rés. Z. 1986).

Au XVe siècle, le recours au frontispice peint se perpétua pour des exemplaires de luxe, et beaucoup plus rarement au cours des siècles ultérieurs. À la fin de ce même siècle, apparurent dans les pays germaniques et en Italie, les premiers exemples de frontispices gravés. Il s'agit d'une image ou d'un assemblage d'images rejetés sur un feuillet précédant l’incipit du texte. Cependant, il s'agit là encore d'un dispositif iconique servant à la mise en page d'un élément textuel initial, soit incipit, soit, quand s'imposa la page de titre, titre de l'ouvrage. 
Ainsi, le frontispice prend l'aspect, d'une manière générale, d'un encadrement qui emprunte sa forme au retable ou à l'arc triomphal, formules déjà mises en pratique dans le livre manuscrit. Premier ouvrage imprimé à Paris, dans les locaux de l'Atelier de la Sorbonne, par les anciens élèves et associés de Gutenberg, l’Epistolae (format in-quarto, été 1470), obéit à ces codes : une seule colonne de 22 lignes composées en caractères typographiques mobiles introduites par l’incipit que suit une lettrine peinte, lesquels sont cernées par un double encadrement rehaussé de motifs floraux peints à la main (cf. ci-contre),. 
Au XVIe siècle, ces encadrements architecturaux offrent l'avantage de pouvoir accueillir, dans cet espace, de nombreux compartiments où peuvent se loger de petites scènes allégoriques ou des figures d'emblèmes, qui contribuent à désigner dans un langage symbolique, la signification d'ensemble du livre : le frontispice devient une scène d'exposition. La publication par Geoffroy Tory de son Champ fleury (1529), traité de composition et d'agencement du caractères d'imprimerie, mais aussi principes de mise en page et des proportions quant à la composition d'un texte destiné au livre, empruntent à l'école humaniste italienne, incarnée en l'occurrence par un architecte, Leon Battista Alberti : cette façon d'imaginer le livre va largement dominer la production durant ce siècle, jusque vers 1640.

### La rupture picturale du Grand Siècle
Au cours du second tiers du XVIIe siècle, le frontispice, tout en conservant cette fonction d'exposition, va la décliner de manière sensiblement différente : d'une forme architecturale, il évolue vers une forme picturale. La métaphore qui s'impose ici est le tableau. Pour Vaugelas (1647), le frontispice est alors « la première page d'un livre comportant le titre ». Quarante ans plus tard, Furetière (1690) inscrit encore dans sa définition du « frontispice du livre », qu'il en est non seulement la page initiale et illustrative, mais aussi qu'il en emprunte la forme à l'architecture : « première page où est le titre gravé dans quelques images qui représente le frontispice d'un bastiment ». Ce dernier tient à peine compte d'une évolution artistique majeure qui voit confier à des artistes comme Rubens, Pierre de Cortone, Le Bernin, Vignon, Poussin, Stella, entre autres, la conception souvent prestigieuse de motifs qui vont être gravés d'abord sur bois, et intégrés à la mise en scène de cette première page : à l'ancien compartiment central autour duquel s'organisait statiquement le frontispice, le titre est de plus en plus souvent déporté vers des cartouches, de petits compartiments qui prennent la forme de cabochons portés par des putti, de phylactères, de voiles, d'étendards, de plaques de marbre, autant de motifs gravés qui permettent une mise en abyme du livre, dès l'ouverture. C'est moins à l'architecture donc qu'il convient ici d'en appeler par une métonymie abusive, qu'au théâtre et à son lever de rideau : l'édition théâtrale est d'ailleurs en plein essor, et certaines éditions de Corneille par exemple, s'ouvrent sur une gravure spectaculaire, représentant un épisode dramatique ne pouvant figurer à la scène. C'est aussi à cette époque que le portrait de l'auteur ou celui du personnage principal s'impose, ainsi dans le frontispice de l'ouvrage La Vie de M. Descartes d'Adrien Baillet (Paris, Hortemel, 1691). 
Avant la fin de ce siècle, le frontispice est désormais vu comme une « planche, gravure placée en tête d'un ouvrage, en regard du titre ». Dans des ouvrages où l'illustration est inexistante, le seuil liminaire du livre évolue, et va s'imposer le faux titre, puis l'image hors-texte et enfin la page de titre, ces deux dernières permettant l'expression picturale de l'ouvrage et offrant par là l'esprit de l'ouvrage au regard du lecteur. L'un des grands illustrateurs de ce temps, qui collabore à la production de ce type de frontispice, est Robert Nanteuil.
Ce dispositif va se poursuivre tout au long du XVIIIe siècle, avec l'adjonction de gravures sur cuivre, d'une grande finesse, et parfois d'un format dépassant celui de la page, et que l'on doit présenter replier. L'un des exemples des plus significatifs, à la fois allégorisant et monumental, est le Frontispice de l'Encyclopédie ou Dictionnaire raisonné des sciences, des arts et des métiers, dessiné par Charles-Nicolas Cochin (1764) puis gravé par Prévost, au format in-folio.

Frontispices du XVIIe et du XVIIIe siècle
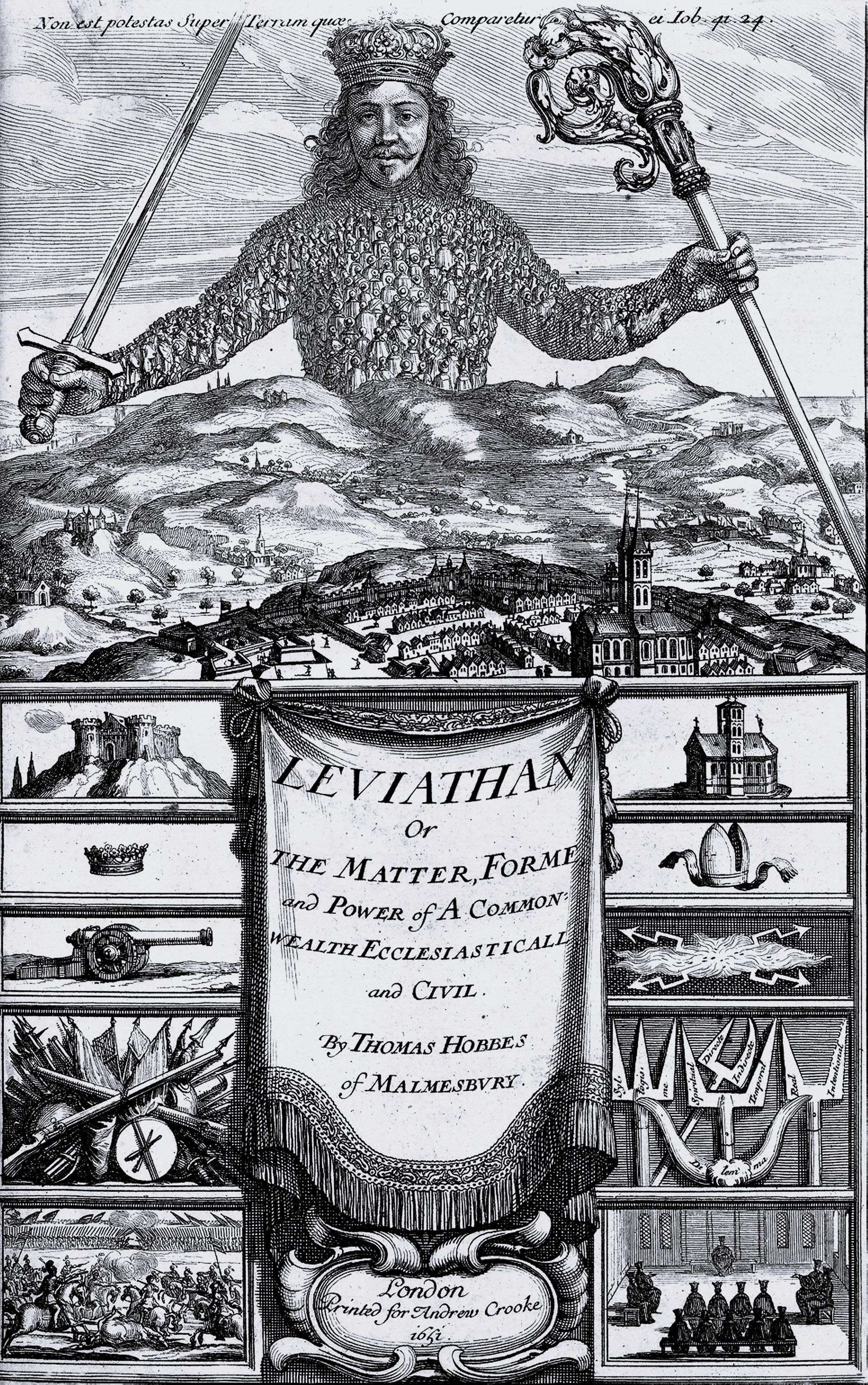
Gravée par Abraham Bosse pour l'édition du Léviathan (1651) de Hobbes et sous son contrôle, cette image constitue un programme théorico-politique
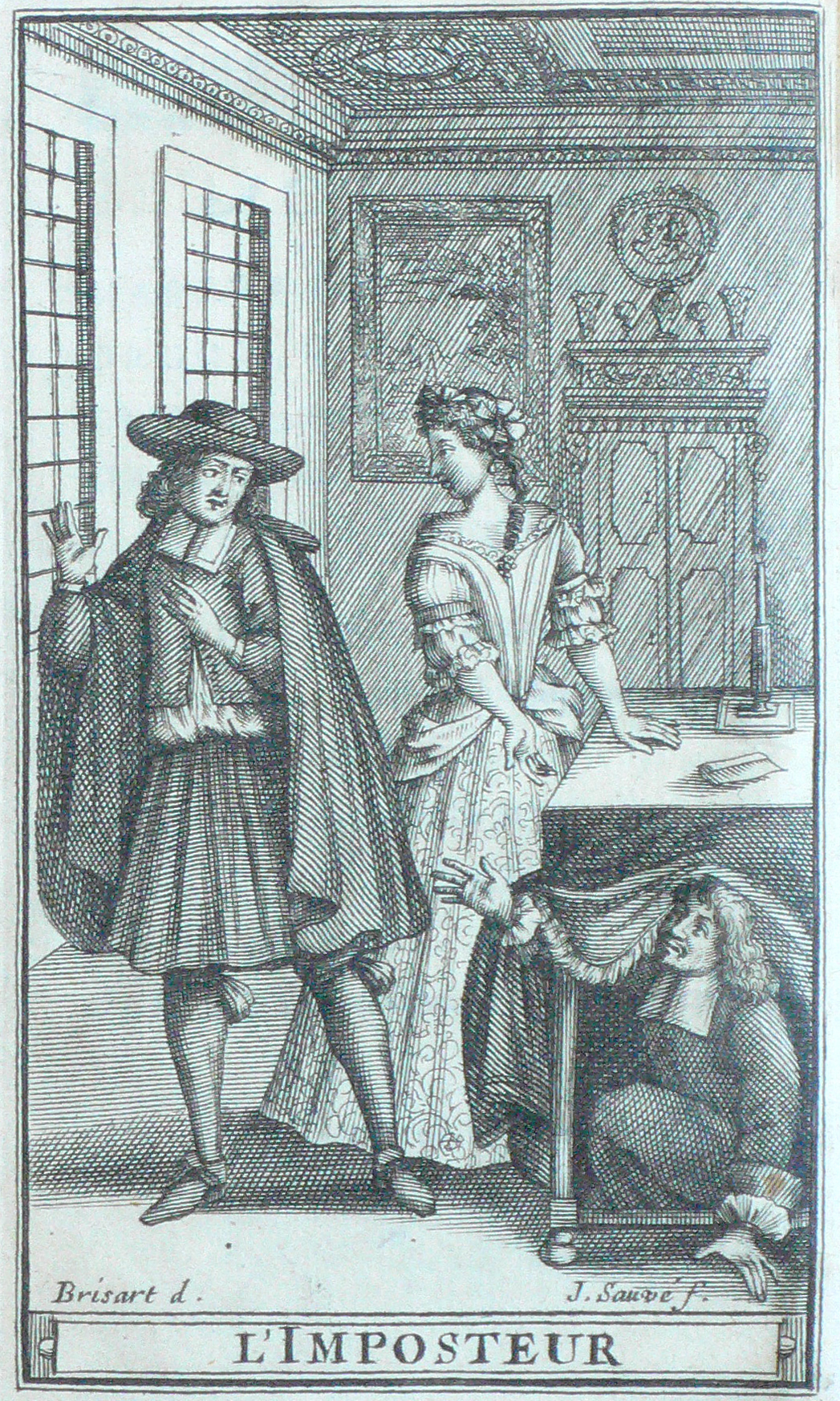
Eau-forte de Pierre Brissart pour l'édition du Tartuffe ou l'imposteur, de Molière (Œuvres, tome V, 1682)
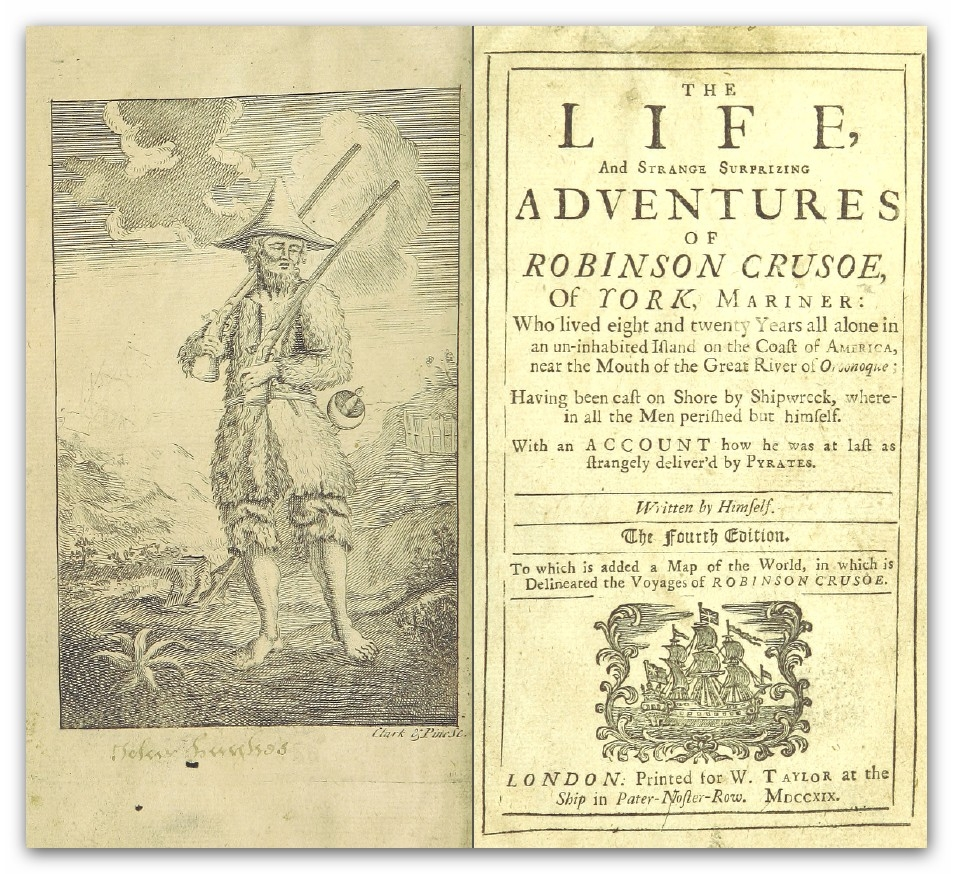
John Clark et John Pine[18] signent le portrait de Robinson Crusoe, publié à Londres par W. Taylor en 1719
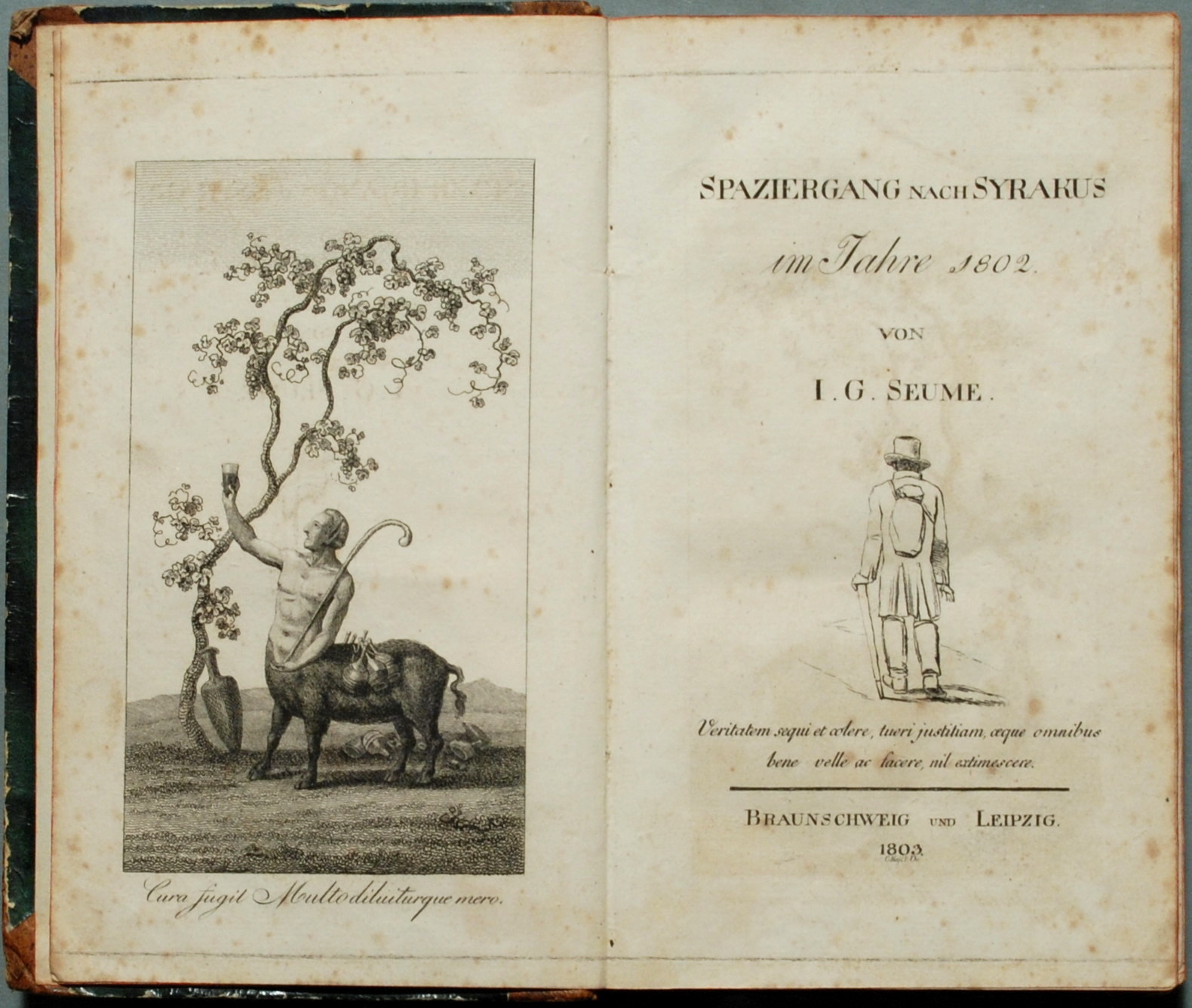
Frontispice de Spaziergang nach Syrakus im Jahre 1802 de Seume (Braunschweig und Leipzig, 1803) en regard de la page de titre

### LeXIXesiècle: vers l'industrialisation du livre
Au XIXe siècle, le dispositif du frontispice établit aux siècles précédents, va être concurrencé dans sa fonction d'exposition par de nouveaux espaces du livre : une iconographie plus abondante émerge sur les couvertures par exemple avec le développement du cartonnage romantique, de la reliure d'éditeur à plaque historiée bientôt élevée au stade de la production industrielle. Par ailleurs, vont se multiplier les vignettes au sein même du livre, composées dans le prolongement du texte, tandis que des illustrations en hors texte se multiplient également. Cependant, le frontispice demeure un élément essentiel, comme le montre par exemple les productions de l'éditeur français Eugène Renduel, qui fait appelle dans les années 1830 à des artistes comme Célestin Nanteuil, autant de nouveaux acteurs du livre qui vont intégrer une nouvelle technique de l'image, la lithographie, qui va concurrencer la gravure sur bois et sur métal. Au cours de cette époque, la mode est au Moyen Âge et à ses imaginaires : ici, le rendu se situe entre le tableau et celui d'une façade de cathédrale gothique, d'où l'appellation de frontispice « à la cathédrale », style manifeste par exemple dans l'édition illustrée de Notre-Dame de Paris de Victor Hugo. 
Au cours du dernier tiers du XIXe siècle, advient l'âge d'une production éditoriale massive. L'usage du frontispice tend alors à se restreindre aux éditions de luxe à tirage limité destinées à un public de bibliophiles ou à être réservé aux seuls tirages de tête (en général vendus par souscription, hors-commerce). L'usage de la gravure sur bois, de l'eau-forte, de la lithographie, rehaussées ou non, est alors convoqué, comme pour contrebalancer l'explosion des images produites par le biais de la photocomposition. Un mouvement de résistance qui trouve son apogée dans les années 1920, autour entre autres de la figure de Pierre Gusman, graveur et essayiste, qui tenta de revaloriser la gravure sur bois dans la production d'une bibliophilie moins onéreuse, dite de petit luxe : rien qu'à Paris, on compte plusieurs dizaines d'éditeurs qui se lancèrent dans ce type de productions, avec des tirages moyens de 1500 exemplaires, ornés pour la plupart d'un frontispice prenant la forme d'un bois original — citons des maisons comme À l'enseigne du pot cassé, Au sans pareil, ou encore cette collection publiée à la NRF, introduite par un portrait gravé, autant d'initiatives que la crise économique des années 1930 allait stopper dans son élan.

Frontispices du XIXe siècle, entre production de masse et bibliophilie
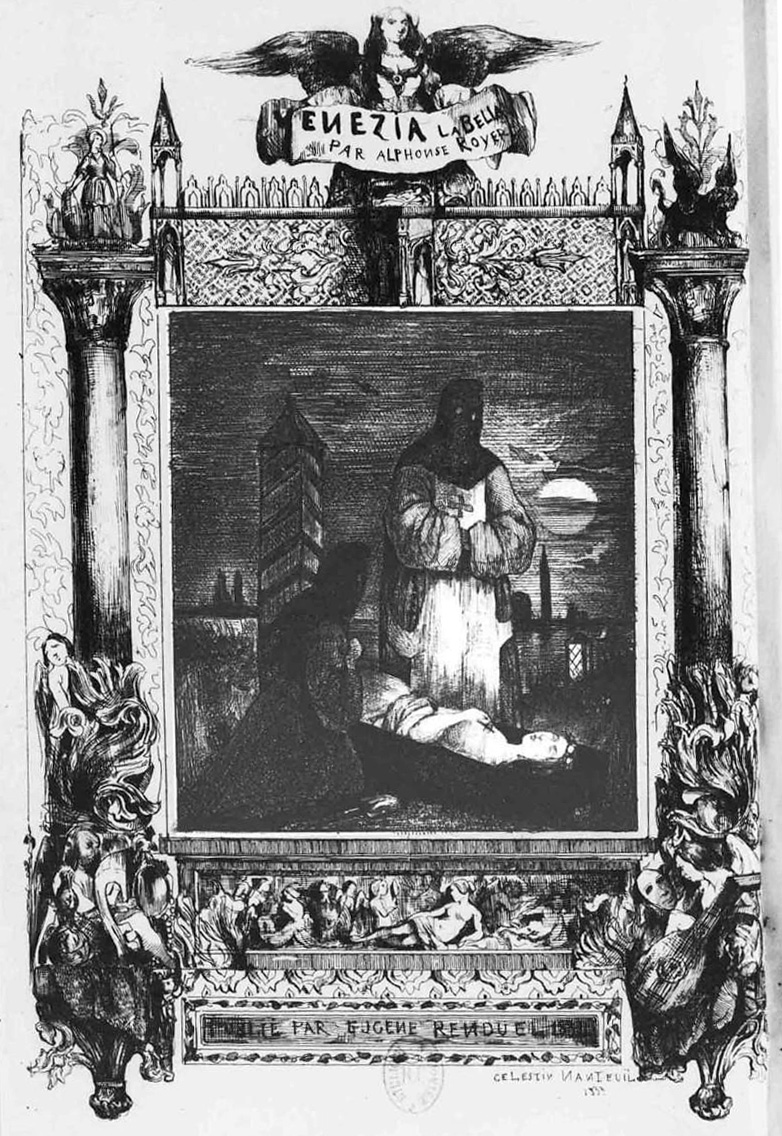
Hors texte liminaire de Venezia la bella d'Alphonse Royer (Renduel, 1834), composition signée Célestin Nanteuil
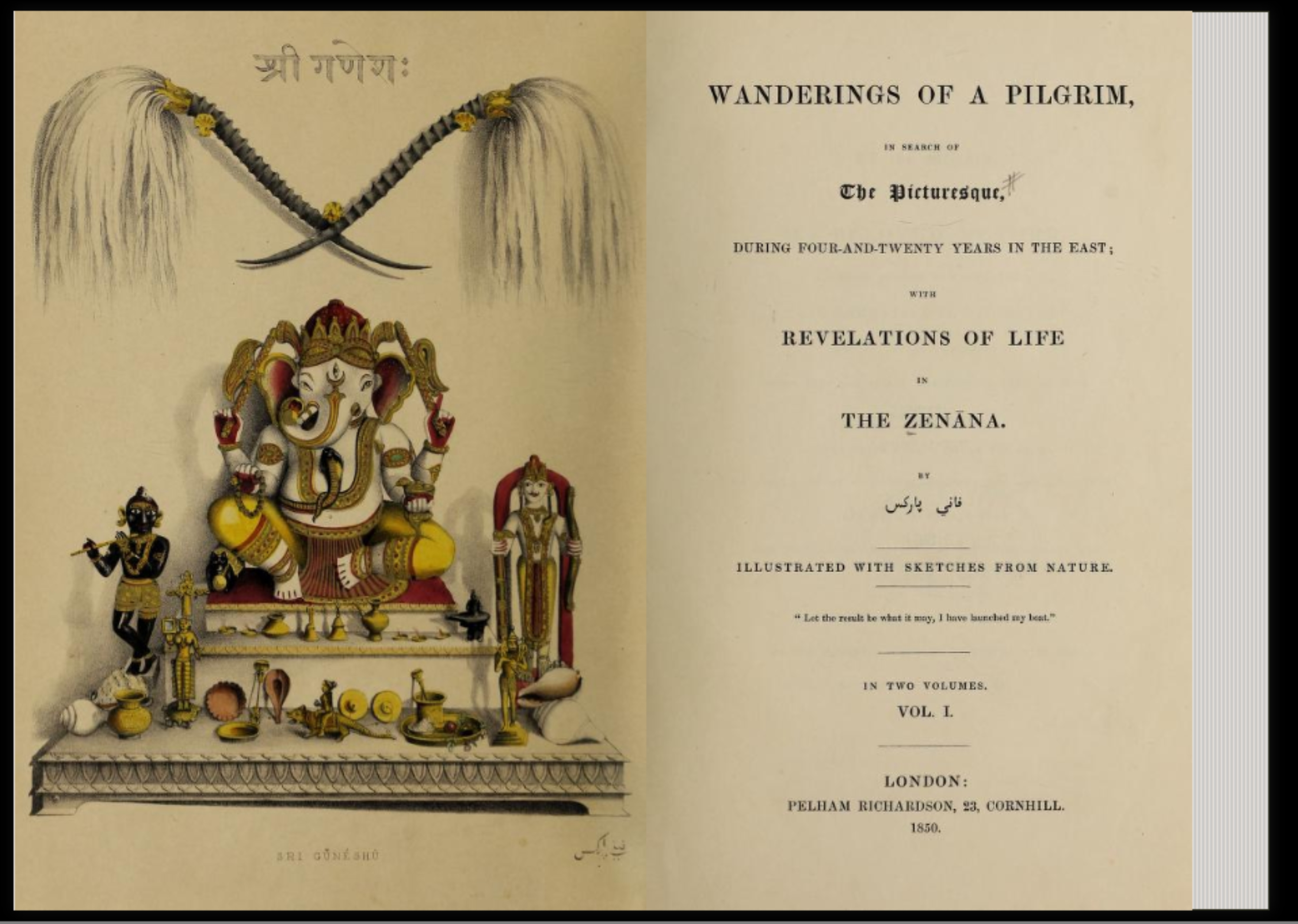
Ouverture lithographiée de Wanderings of a Pilgrim in Search of the Picturesque (Londres, 1850), souvenirs de l'autrice-voyageuse Fanny Parkes (en)
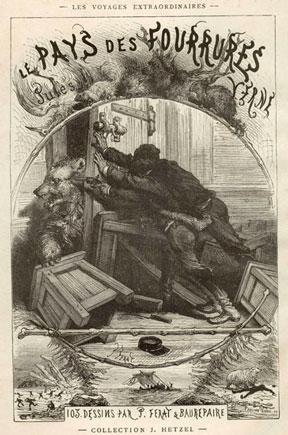
Image en frontispice pour Le Pays des fourrures de Jules Verne édité par Hetzel qui fait appelle ici à Jules Férat (1873)
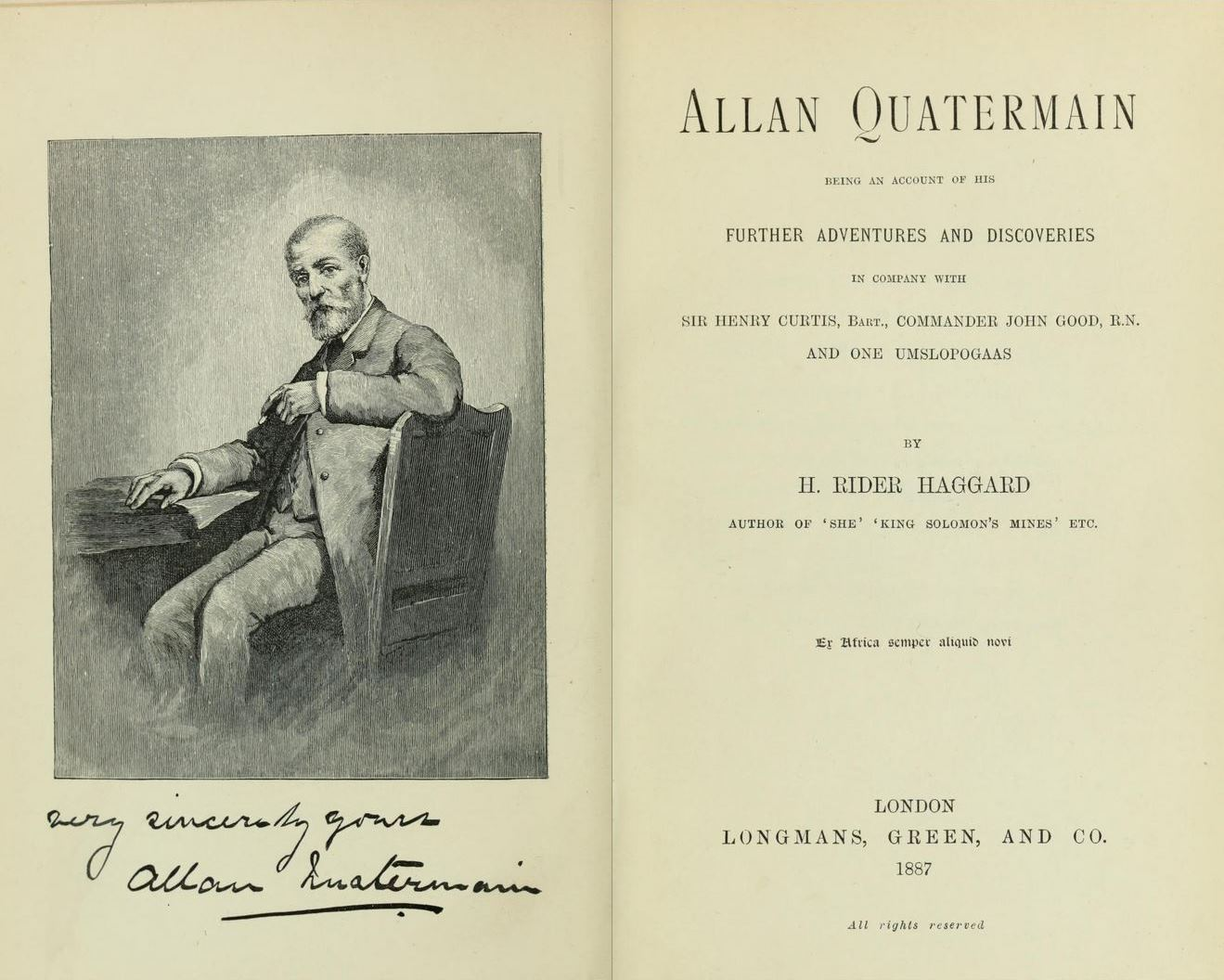
Portrait et signature autographe en frontispice d'Allan Quatermain, héros fictionnel inventé par Henry Rider Haggard : l'édition de 1887 des Mines du roi Salomon proposait aussi une carte dépliante en ouverture